# Scotophaeus natalensis
Scotophaeus natalensis är en spindelart som beskrevs av Lawrence 1938. Scotophaeus natalensis ingår i släktet Scotophaeus och familjen plattbuksspindlar. Inga underarter finns listade i Catalogue of Life.